# Malibikan
Malibikan ist ein Ort im osttimoresischen Suco Balibo Vila (Verwaltungsamt Balibo, Gemeinde Bobonaro). Er liegt in einer Meereshöhe von 422 m im Osten der Aldeia Belola. Nach Süden führt eine kleine Straße in den Nachbarort Belola, an der Überlandstraße von Balibo nach Maliana. Nördlich verläuft das Tal des Laecouken, eines Quellflusses des Nunura, der nur in der Regenzeit Wasser führt.